# Lio Tipton
Lio Tipton, korábban Analeigh Tipton (Minneapolis, 1988. november 9. –) amerikai színész, modell.
A Topmodell leszek! című sorozat 11. évadjában a harmadik helyezést érte el. Szerepelt az Őrült, dilis, szerelem (2011), az Eleven testek (2013) és a Kétéjszakás kaland (2014) című filmekben.

## Magánélete
2021 júniusában jelentette be, hogy queer és nembináris nemi identitással rendelkezik és Lióra változtatta meg keresztnevét.

## Filmográfia

### Film
| Év   | Magyar cím             | Eredeti cím          | Szerep               | Magyar hang       |
| ---- | ---------------------- | -------------------- | -------------------- | ----------------- |
| 2011 | Zöld darázs            | The Green Hornet     | Ana Lee              | Bálizs Anett      |
| 2011 | Őrült, dilis, szerelem | Crazy, Stupid, Love  | Jessica Riley        | Földes Eszter     |
| 2011 | Hölgyek a pácban       | Damsels in Distress  | Lily                 |                   |
| 2013 | Eleven testek          | Warm Bodies          | Nora                 | Czető Zsanett     |
| 2014 |                        | Buttwhistle          | Rose                 |                   |
| 2014 | Fuss a jövődért        | 4 Minute Mile        | Lisa Rickard         | Andrusko Marcella |
| 2014 | Lucy                   | Lucy                 | Caroline             | Andrusko Marcella |
| 2014 | Kétéjszakás kaland     | Two Night Stand      | Megan Pagano         | Czető Zsanett     |
| 2015 | A szerencse forgandó   | Mississippi Grind    | Vanessa              | Madarász Éva      |
| 2016 |                        | Between Us           | Veronica             |                   |
| 2016 |                        | Viral                | Stacey Drakeford     |                   |
| 2016 | Késik a szüret         | In Dubious Battle    | Vera                 |                   |
| 2016 |                        | Sadie                | Sadie Glass          |                   |
| 2017 | Arany kijárat          | Golden Exits         | Jess                 | Sipos Eszter Anna |
| 2017 | Éjjeli hajsza          | All Nighter          | Ginnie               |                   |
| 2018 |                        | Better Start Running | Stephanie            |                   |
| 2018 |                        | Broken Star          | Markey               |                   |
| 2019 |                        | Summer Night         | Mel                  |                   |
| 2022 | Bosszú                 | Vengeance            | Abilene Shaw         |                   |
| 2023 |                        | Riddle of Fire       | Anna-Freya Hollyhock |                   |
| 2025 | A szerelem fáj         | Love Hurts           | Ashley               | Földes Eszter     |

### Televízió
| Év        | Magyar cím               | Eredeti cím              | Szerep                   | Megjegyzések            |
| --------- | ------------------------ | ------------------------ | ------------------------ | ----------------------- |
| 2008      | Topmodell leszek!        | America's Next Top Model | önmaga (versenyző)       | 11. évad (3. helyezett) |
| 2008–2015 | Agymenők                 | The Big Bang Theory      | önmaga / Vanessa Bennett | 2 epizód                |
| 2011      | Hung – Neki áll a zászló | Hung                     | Sandee                   | 8 epizód                |
| 2013      |                          | The Power Inside         | Ashley                   | minisorozat (6 epizód)  |
| 2014      |                          | Manhattan Love Story     | Dana Hopkins             | 11 epizód               |
| 2015      | Csúcshatás               | Limitless                | Shauna                   | 1 epizód                |
| 2018      |                          | Murphy Brown             | Lauren                   | 1 epizód                |
| 2019      | Miért ölnek a nők?       | Why Women Kill           | Mary Vlasin              | 3 epizód                |
| 2022      |                          | A Friend of the Family   | Gail Berchtold           | minisorozat (9 epizód)  |
| 2024      |                          | The Edge of Sleep        | Katie Dowd               | 6 epizód                |

### Videóklipek
| Év   | Előadó      | Cím                    |
| ---- | ----------- | ---------------------- |
| 2012 | Passion Pit | Constant Conversations |

## Fordítás
- Ez a szócikk részben vagy egészben  a   Lio Tipton című angol Wikipédia-szócikk fordításán alapul.  Az eredeti cikk szerkesztőit annak laptörténete sorolja fel. Ez a jelzés csupán a megfogalmazás eredetét és a szerzői jogokat jelzi, nem szolgál a cikkben szereplő információk forrásmegjelöléseként.